# Eutrepsia cynaxa
Eutrepsia cynaxa là một loài bướm đêm trong họ Geometridae.